# Мирмидон
Мирмидон (на старогръцки: Μυρμιδών / Murmidôn, Myrmidon) е персонаж от древногръцката митология, епоним на племето на мирмидонците.
Син е на Зевс и Евримедуза, дъщеря на Клетор (Cletor, Cleitor) от Аркадия или на речния бог Ахелой. Зевс го заченал в облика на мравка. Съпруга на Мирмидон станала Писидика, дъщерята на Еол и на Енарета. Мирмидон е баща на Антиф и Актор. Баща е и на Евполемея, майката на Еталид. От него произлезли мирмидонците.